# Abimael Guzmán
Abimael Guzmán Reynoso, ps. Towarzysz Gonzalo (ur. 3 grudnia 1934 w Arequipie, zm. 11 września 2021 w Callao) – peruwiański filozof, wykładowca i terrorysta. Przywódca radykalnie lewicowej partyzantki Świetlisty Szlak, zaliczanej do organizacji terrorystycznych.

## Życiorys
Przed zaangażowaniem się w działalność partyzancką Guzmán był wykładowcą uniwersytetu w Ayacucho, profesorem filozofii. W lutym 1970 stanął na czele odłamu Komunistycznej Partii Peru, która przyjęła nazwę Świetlisty Szlak (hiszp. Sendero Luminoso) i radykalny program polityczny, oparty na sformułowanej przez Guzmána interpretacji marksizmu, leninizmu i maoizmu.
Guzmán, niekwestionowany lider i główny teoretyk Świetlistego Szlaku, twierdził, że Peru, jako kraj z dużą liczbą ludności chłopskiej utrzymującej się z rolnictwa („półfeudalny i półkolonialny”), może stać się areną nowej rewolucji kulturalnej według wzorców maoistowskich. Odrzucał uczestnictwo w legalnych formach aktywności politycznej i potępił wszystkie działające w państwie partie. Twierdził, że w kraju dojrzała sytuacja rewolucyjna, zaś całkowity przewrót polityczny i budowę nowego systemu władzy rozpoczną chłopi pod kierunkiem rewolucyjnej organizacji. Samego siebie zaliczał do głównych ideologów marksistowskich (po Marksie, Leninie i Mao).
Za sprawą Guzmána Świetlisty Szlak nie podjął natychmiast po ukonstytuowaniu się walki zbrojnej na ogólnokrajową skalę. Lider organizacji przez dziesięć lat rozbudowywał jej struktury (pierwszy zamach terrorystyczny Świetlistego Szlaku nastąpił w 1980), przygotowując się do wystąpienia, które miało całkowicie obalić dotychczasowy ustrój Peru. Guzmán dopuszczał przy tym krwawy charakter wojny domowej, mówiąc o milionie ofiar, jakie będzie kosztowało zwycięstwo rewolucji. Ugrupowaniem kierował w sposób autorytarny. W momencie powstania Świetlisty Szlak był niewielką grupą studentów, jednak pod kierownictwem Guzmana osiągnął liczebność nawet 10 tys. członków.
Guzmán ukrywał się w Limie, w domu, który mieścił także studio tańca. Nigdy nie występował publicznie, nie spotykał się osobiście nawet z niektórymi spośród najbliższych współpracowników. Schwytany przez policję peruwiańską 12 września 1992, został następnie skazany na dożywotnie więzienie przez sąd wojskowy. Guzmán zwrócił się do prezydenta Peru Alberto Fujimoriego z ofertą skłonienia pozostających na wolności działaczy Świetlistego Szlaku do zaprzestania walki zbrojnej w zamian za polepszenie warunków odbywania przezeń kary więzienia. W 2002 peruwiański Trybunał Konstytucyjny uznał, iż jego proces powinien odbyć się ponownie przed sądem cywilnym. Aresztowanie „towarzysza Gonzalo” de facto zakończyło działalność Świetlistego Szlaku. W 2006 został uznany za winnego działalności terrorystycznej i skazany na dożywotnie więzienie.
Lata 2000-2005 były okresem skutecznych działań peruwiańskich służb specjalnych. Po aresztowaniu Guzmána zatrzymano większość wysoko postawionych członków Świetlistego Szlaku.
W 2009 zdołał przemycić z więzienia tom swoich wspomnień, które zostały następnie opublikowane.
W 2010 ożenił się z Eleną Iparraguirre, swoją wieloletnią partnerką, w momencie aresztowania w 1992 drugą osobą w hierarchii dowodzenia Świetlistego Szlaku. Iparraguirre odbywa karę dożywotniego pozbawienia wolności, w innym więzieniu.
W raporcie Komisji Prawdy i Pojednania Świetlisty Szlak uznano za organizację winną największej liczby ofiar w konflikcie wewnętrznym w Peru, zaś jej przywódcę za głównego twórcę terrorystycznej strategii działania ugrupowania.